# نیاگارا (اورگن)
نیاگارا (به انگلیسی: Niagara) یک منطقهٔ مسکونی در ایالات متحده آمریکا است که در شهرستان ماریون، اورگن واقع شده‌است.